# 黒岩陽一
黒岩 陽一（くろいわ よういち、1980年12月22日 - ）は、日本中央競馬会 (JRA) ・美浦トレーニングセンターに所属している調教師。東京都出身。

## 来歴
早稲田高校から日本獣医畜産大学（現在の日本獣医生命科学大学）に進学。馬術部に入る。卒業後、ミホ分場場長を経て2007年競馬学校厩務員課程に入学した。
勢司和浩厩舎、加藤和宏厩舎の厩務員を経て2008年より鹿戸雄一厩舎の調教助手となる。
2011年調教師試験に合格し、2012年に厩舎を開業した。
2012年9月9日中山7Rに出走したオメガフレグランスで初勝利を挙げた。
2020年10月25日東京5Rに出走したリフレイムでJRA通算100勝を達成。
2023年12月10日、阪神ジュベナイルフィリーズをアスコリピチェーノが制し、GI初優勝を果たした。
2025年5月18日、東京11R・G1ヴィクトリアマイルに出走したアスコリピチェーノが1着となり、現役104人目となるJRA通算200勝を3039戦目で達成した。

## 調教師成績
|            | 日付           | 競馬場・開催  | 競走名                     | 馬名               | 頭数 | 人気 | 着順 |
| ---------- | -------------- | ------------- | -------------------------- | ------------------ | ---- | ---- | ---- |
| 初出走     | 2012年3月4日   | 1回中京2日11R | 中日新聞杯                 | セイカアレグロ     | 17頭 | 17   | 7着  |
| 初勝利     | 2012年9月9日   | 4回中山2日7R  | 3歳上500万下               | オメガフレグランス | 15頭 | 1    | 1着  |
| 重賞初出走 | 2012年3月4日   | 1回中京2日11R | 中日新聞杯                 | セイカアレグロ     | 17頭 | 17   | 7着  |
| 重賞初勝利 | 2015年3月28日  | 2回阪神1日11R | 毎日杯                     | ミュゼエイリアン   | 15頭 | 7    | 1着  |
| GI初出走   | 2015年4月19日  | 3回中山8日11R | 皐月賞                     | ミュゼエイリアン   | 15頭 | 11   | 7着  |
| GI初勝利   | 2023年12月10日 | 5回阪神4日11R | 阪神ジュベナイルフィリーズ | アスコリピチェーノ | 18頭 | 3    | 1着  |

## 主な管理馬
太字はGI級競走
- ミュゼエイリアン(2015年毎日杯)[10]
- リッカルド（2016年エルムステークス）[11]
- パッシングスルー（2019年紫苑ステークス）[12]
- ブレークアップ（2022年アルゼンチン共和国杯）[13]
- ペリエール（2023年ユニコーンステークス、2025年エルムステークス）[14]
- アスコリピチェーノ（2023年新潟2歳ステークス、阪神ジュベナイルフィリーズ、2024年京成杯オータムハンデキャップ、2025年1351ターフスプリント 、ヴィクトリアマイル）[15]